# Jonne Hjelm
Jonne Hjelm (Tampere, 14 gennaio 1988) è un ex calciatore finlandese, di ruolo centrocampista o attaccante.

## Biografia
Suo padre Ari era anch'egli un calciatore.

## Caratteristiche tecniche
Esterno sinistro, può giocare come ala o come seconda punta.

## Palmarès

### Club
- Veikkausliiga: 1

Tampere United: 2007
- Coppa di Finlandia: 1

Tampere United: 2007